# 马蒂亚斯·阿隆索
马蒂亚斯·达米安·阿隆索·瓦莱约（西班牙語：Matías Damián Alonso Vallejo，1985年4月16日—），是一名乌拉圭足球运动员，司职前锋，现效力于乌拉圭足球甲级联赛球队尤文图德。

## 俱乐部生涯
阿隆索出生在乌拉圭首都蒙得维的亚，并在家乡球队乌拉圭河床开始职业足球生涯，2005年转投佩那罗尔，但在这两家俱乐部都没有取得成功。2006年，阿隆索前往西班牙，加盟维戈塞尔塔，没有进入一线队，仅代表预备队参加西班牙足球乙二级联赛（第三级别）。2007年，阿隆索转会到西甲联赛升班马穆尔西亚，但很快就被租借到乙二级联赛升班马依维萨一个赛季，他代表依维萨在联赛出场37次射进14球，帮助球队获得第七名的好成绩。2008年，阿隆索回到降级到西乙联赛的穆尔西亚，但出场时间寥寥，大部分时间都代表穆尔西亚B队比赛。
2010年5月，穆尔西亚降级到乙二级联赛，7月，阿隆索加盟西乙联赛升班马格拉纳达。 但他在上半赛季并没有得到任何出场机会，在2011年初的冬季转会窗，他被租借回到乌拉圭球队塞罗。2011年7月31日，阿隆索和西乙球队萨莫拉签约两年。
2012年3月初，阿隆索转会加盟中国足球甲级联赛球队北京理工大学。 他在2012赛季出场26次，射进5球，帮助北理工保级成功。
2013年1月，阿隆索回到乌拉圭，加盟尤文图德。

## 个人
马蒂亚斯·阿隆索的哥哥伊万·阿隆索是一名已退役的足球前锋，职业生涯同样在乌拉圭河床起步，大部分时间在西班牙球队度过，比马蒂亚斯要成功很多。
马蒂亚斯·阿隆索的堂兄迭戈·阿隆索同样也是一名已退役的足球前锋，曾入选乌拉圭国家足球队，2007年曾效力于中国足球超级联赛球队上海申花。